# 康克俭
康克俭（1944年3月—），男，陕西杨凌人，中华人民共和国政治人物，曾任新疆生产建设兵团副司令员兼政法委书记，第八届全国人大代表。